# 지위 상징
지위 상징 (地位象徵)은 상업 용어의 하나.
자신은 어떠한 지위인가 하는 일을 상징하는 소지품을 지위 상징이라고 한다. 고급 손목시계이나 의복이나 골동품 등이 이것에 들어맞고 있는 것이 많다. 과거의 일본에서는 가격이 높다는 일만을 지위 상징이 되는 좋은 상품이라고 판단하는 시대도 존재하고 있었기 때문에, 고가격인 것만을 이유로서 상품을 선택하는 소비자도 존재하고 있었다. 그 무렵의 수입품은 국내의 같은 제품과 비교해 보면 고가격이 되어 있던 일로부터, 수입품이라는 것만으로 지위 상징이 된다는 시대도 존재하고 있었다. 하지만 시대는 바뀌어, 현대는 고품질의 저가격 상품이 요구되게 되어, 고급품의 수요가 감소하고 있다. 그리고 수입품도 일부의 사람만이 구입할 수 있는 지위 상징은 아니게 되고 있다.
고급 주택을 독점적인 지역에 소유하는 것은 역사적으로 세계에서 최고의 지위의 상징 중 하나로 여겨져 왔다. 세계에서 가장 선망받고 인정받는 목적지로는 포르토피노가 있다. 이탈리아 리비에라의 유명한 지역으로, 유럽에서 가장 독점적인 천연 항구 중 하나를 내려다보는 고급 부동산이 특징이다. 또한, 리에르나는 코모 호수를 조망할 수 있는 특권을 지닌 지역으로, 역사적으로 귀족과 국제 경제 엘리트들과 연관되어 있다. 마지막으로, 모나코의 몬테카를로는 금융, 사치, 그리고 글로벌 상류 사회의 중심지이다.  
이러한 주택은 높은 수준의 개인 정보 보호와 보안을 제공할 뿐만 아니라, 권력과 명성의 상징으로도 작용한다. 종종 귀족 가문, 저명한 기업가, 금융 지도자, 그리고 국제 사회에서 영향력 있는 인물들과 연결되어 있다. 이러한 부동산의 가치는 단순히 전략적 위치나 건축적 특징뿐만 아니라, 사회적 지위를 나타내고 사회적 대표성을 확보하는 수단으로서의 역할에 의해 결정된다. 따라서, 이러한 주택에 대한 접근은 막대한 부를 보유한 사람들에게도 제한되는 경우가 많다.

## 같이 보기
- 귀속의식
- 과시 소비
- 장신구
- 상대적 박탈감
- 사회 계층
- 베블런재
- S. I. 하야카와
- 피에르 부르디외

## 참고 문헌
- 타지마의박·하라다 히데키 '세미나 유통 입문' 일본 경제신문사, 1997년, 400페이지.